# استان لا پامپا
استان لا پامپا (به اسپانیایی: Provincia de La Pampa)، یکی از ۲۳ استان آرژانتین، واقع در منطقه پامپاس در مرکز کشور می‌باشد. این استان با استان‌های سان لوئیس، کوردوبا، بوئنوس آیرس، ریو نگرو، نئوکن و مندوسا مرز مشترک دارد.

## مشخصات
- مرکز: سانتا روسا
- مساحت: ۱۴۳۴۴۰ کیلومترمربع
- جمعیت: ۲۹۹۲۹۴ (تا ۲۰۰۱)
- فرماندار: اسکار خورخه

## تاریخچه
در سال ۱۶۰۴ میلادی ارنانداریاز پا به منطقه‌ای (لا پامپای کنونی) گذاشت که بعدها در سال ۱۶۶۲ توسط «خرونیمو لوئیز ده کابره را» کشف شد. با وجود این اکتشاف، اقامتگاه‌های دائمی از سدهٔ ۱۸ در منطقه ایجاد شد. اسپانیایی‌ها پس از مهاجرت با مقاومت بومیان محلی روبرو شدند. این مقاومت تا فرمانداری خوان مانوئل ده روساس و حتی پس از آن، تا عملیات «فتح صحرا» (دههٔ ۱۸۷۰ م.) ادامه یافت. در این عملیات نظامی که به فرماندهی ژنرال خولیو روکا انجام گرفت، منطقهٔ پاتاگونیا به دست مهاجران افتاد و بومیان از آنجا بیرون رانده شدند. منطقه، بین افسران نظامی تقسیم شد و نخستین اقامتگاه‌ها در آن ساخته شد.
در سال ۱۸۸۴ منطقه زیر نام «قلمروی ملی لا پامپای مرکزی» که شامل استان ریو نگرو ی کنونی نیز می‌شد تشکیل شد. جمعیت این خطه که در آن زمان ۲۵ هزار نفر بود تا سال ۱۹۱۵ به ۱۱۰ هزار نفررسید. ۴۰ سال بعد، خطهٔ مزبور تجزیه شد و لا پامپا استقلال خود را به عنوان یک استان به دست آورد.
استان لا پامپا با وجود نمایهٔ روستایی، یکی از بالقوه‌ترین مناطق در زمینه آموزشی ست.

## جغرافیا و اقلیم
استان لا پامپا در مرکز منطقهٔ پامپاس قرار گرفته‌است. میزان بارش سالانه در این استپ هموار و کم ارتفاع، ۵۰۰ میلی‌متر می‌باشد. رطوبت کم و هوای معتدل اختلاف دمای زیادی بین روز و شب به وجود اورده‌است که در پوشش گیاهی منطقه تأثیر زیادی دارد.
شمال غرب استان - در همسایگی استان بوئنوس آیرس – منطقه پرباران «پامپا اومیدا» (پامپای مرطوب) نام دارد. تأثیر منطقهٔ خشک کویو با کوه‌های کم ارتفاع نیز در غرب دیده می‌شود.
رودهای جاری در لا پامپا عبارتند از: رود کلرادو (در مرز با استان ریو نگرو) و رود سالادو.

## اقتصاد
لا پامپا با تولید ارزش ۲/۳ میلیارد دلار در سال ۲۰۰۶ (بیست درصد میانگین ملی) از فعال‌ترین ایالات در بخش کشاورزی است. مهم‌ترین فعالیت آن را شاید بتوان پرورش گاو با ۳۶۳۲۶۸۴ راس، گوسفند (۲۰۲ هزار راس)، بز (۱۴۰ هزار راس) و خوک (۶۰ هزار راس) دانست.
در خاک‌های حاصلخیز بخش شمال شرق استان، محصولاتی چون گندم (۱۰ درصد تولید ملی)، آفتاب گردان (۱۳ درصد تولید ملی)، ذرت، جو و سایر غلات تولید می‌شود.
از دیگر منابع درآمدزا می‌توان به صنعت لبنیات سازی با ۳۰۰ مرکز و ۲۵ کارخانه پنیر سازی، تولید عسل و استخراج نمک اشاره کرد.
اگر چه توریسم در استان چندان رشدی نداشته اما شهر سانتا روزا (مرکز استان) و پارک ملی لیوئه کالل در شمار جاذبه‌های جهانگردی استان می‌باشند.

## تقسیمان سیاسی
استان به ۲۲ بخش (دپارتمان) تقسیم می‌شود.
۱ – بخش آترئوکو
۲ – بخش کالئو کالئو
۳ – بخش مرکزی (با مرکزیت سانتا روزا)
۴ – بخش کاتریلو
۵ – بخش چالیلئو
۶ – بخش چاپالئوفو
۷ – بخش چیکال کو
۸ – بخش کونه لو
۹ – بخش کوراکو
۱۰ – بخش گاتراچه
۱۱ – بخش اونکال
۱۲ – بخش لیوئه کالل
۱۳ – بخش لیمای مائویدا
۱۴ – بخش لوونتوئه
۱۵ – بخش ماراکو
۱۶ – بخش پوئلن
۱۷ – بخش کمو کمو
۱۸ – بخش رانکول
۱۹ – بخش رئالیکو
۲۰ – بخش توآی
۲۱- بخش تره نل
۲۲ – بخش اوتراکان